# 大引啟次
大引啟次（日语：／ Ōbiki Keiji，1984年6月29日—），北海道日本火腿鬥士所屬的職業棒球選手（内野手）。綽號是Biki。2013年1月23日和隊友木佐貫洋、赤田將吾一同交換至北海道日本火腿鬥士，2015年行使自由球員權利轉到東京養樂多燕子

## 生平

### 進入職棒前
大阪府大阪市住吉區出身。身為擁有2000年歷史的神須牟地神社宮司的次男，從懂事以來在每年的除夕一定會在家幫忙。。
在大阪市立長居小學1年級時開始打軟式棒球，是投手兼游擊手。國中時代開始接觸硬式棒球，以游撃手的身分出場全國大賽。
浪速高校1年級夏天開始是板凳球員，當年的秋天開始獲得了先發游撃手的身分。參加了第2年春天的第73回選抜高中大會，進入8強。3年級的夏天在全國高中棒球選手權大阪大會上打了5隻全壘打。高校通算15隻全壘打。
進入法政大學（法學部政治學科）後、在1年級的東京六大學棒球春季開幕戰以第9棒三壘手出道。以後成為不動的先發選手而活躍，3年級秋天時幫助學校取得5年不見的冠軍，4年級時以主將的身分在春天得到2季連續冠軍。大學得過2次打擊王，1次打點王與盜壘王的紀錄，5度被選為最佳九人獎，並更新了小早川毅彦的最多安打記録（114隻），成為慶應義塾大學高橋由伸以來通算121隻安打的紀錄。
2006年11月4日在慶祝明治神宮外苑創建80年記念而舉辦，東京養樂多燕子與東京六大學選拔隊的比賽上，強烈希望大引進入阪神虎隊的阪神迷們因為提早做了一件大引的制服（背號8號）觀戰而成為報導的話題。雖然結果是六大學選拔隊以3比2輸球，但是大引打出了3隻安打，得到了猛打賞（包含一開賽的先頭打者全壘打）而活躍著。而大引也因為此次的事件被稱為「虎之戀人」。
雖然在選秀會上想加入千葉羅德海洋隊，但在11月21日舉行的大學·社會人選秀會上，被歐力士野牛以第3順位選上。

### 進入職棒後
2007年
3月24日的開幕戰以先發第8棒游撃手的身分上場。是歐力士少見的新人開幕戰先發選手(之前，2002年為指定打擊後藤光尊，而新人游擊手先發為1992年的田口壯。生涯初打席就從斉藤和巳手中打出安打。3月29日對北海道日本火腿鬥士戰，在8局下半滿壘1出局的情況下打出了一隻左外野方向的高飛球，本來應該是生涯第一支全壘打，也是生涯第一隻滿壘全壘打，但因為觀眾伸出手套把球接住了，依照規則應算是二壘安打，也是生涯初打點。7月6日對東北樂天金鷹戰從永井怜手中打出生涯第1支全壘打。整個球季大概都以先發游擊手的身分上場，但是終盤時狀況不佳，多把先發的機會讓給了狀況佳的後藤。因此與規定打席相比還不足兩個打席。雖然如此，最後以上壘率.329的紀錄獲得了新人野手頂尖的成績。另一方面，也留下了打擊率.274以及得點圏打擊率.212，在有機會得分的狀況下無法發揮的課題。
2008年
3月18日、與多是阪神選手所屬的OFFICE S.I.C簽經紀約。同年也是以第8棒游撃手出場開幕戰。雖然開幕以後就陷入は撃不振，但是慢慢的回覆了水準。5月7日對千葉海洋羅德戰（京瓷大阪），在延長賽的10局下半打出了生涯第一支再見安打(投手為荻野忠寛)。但是在6月9日對阪神戰時被久保田智之投出的觸身球打中右手食指，因為骨折而脫離戰線。在8月27日對福岡軟銀鷹時回歸，之後再度以先發游擊手出場。最後雖然因為傷的影響指出塞了88場，打擊率也停留在.258，但也留下得點圈打擊率.319的紀錄，讓人看見成長的軌跡。
2009年
在隊上受傷者不斷出現辛苦的狀況下，出賽了107場比賽，以打擊率.278奮鬥著，幾乎已經坐穩的先發游擊手的位置了。但是，自己也在9月1日對軟體銀行時，被甲藤啓介所投出的觸身球砸中了左手並骨折，也因此又沒辦法達到規定打席。8月25日時對日本火腿在第9局下半2出局時打出了適時的追平安打，又在延長賽的10局下伴打出了再見安打。儘管如此，也留下了得點圈打率.221，三振84個（自己最差）的紀錄。傾向於大好大壞(狀況好時可以量產安打，但是一旦狀況差的時候幾乎打不出安打)。
2010年
開幕戰以先發第9棒・遊撃手登場，3局下半從岩隈久志手中，打出了2010年隊上的第一個打點，也以這一分為決勝分，一起和完封對手的金子千尋被選為MVP站上了訪問台。但是，打擊率遲遲無法提升，在5月3日降格為二軍。雖然在交戰時，有回到一軍，但在7月2日因腰痛而再度抹銷登錄。在8月15日回到了一軍，但本球季是職棒生涯中出賽最少的（85場比賽），打擊率也以低迷的.236結束（但得點圈打擊率為.302）。9月4日對軟體銀行戰時，為了要對付杉内俊哉而上場。結果也打出了適時安打，之後並打出了決定勝負的適時安打，該場比賽以3安打2打點而活躍著；但是因為酷暑影響而中暑，產生了手腳痙攣的情形，在中途就被換下場了（在同一場比賽中，軟銀的山崎勝己也因為中暑而被換下）。

## 人物
大學擔任主將時有「法政史上最強主將」、「學生棒球之鏡」的稱號。剛進入職棒時的簽約金有8000萬円（推定），幾乎全部都給了家裡。，對於服務粉絲等活動也很積極。另外，從2007年每年都會參加人権啓發運動。
在自己的部落格上、與坂口智隆、小瀨浩之組成了「Bs羞恥心」，在球隊的廣告上演出。

## 詳細情報

### 年度別打撃成績
|           |                |     |      |      |     |     |     |    |    |     |     |    |    |     |    |     |   |    |     |    |      |      |      | OPS  |
| --------- | -------------- | --- | ---- | ---- | --- | --- | --- | -- | -- | --- | --- | -- | -- | --- | -- | --- | - | -- | --- | -- | ---- | ---- | ---- | ---- |
| 2007      | 歐力士         | 126 | 444  | 394  | 37  | 108 | 18  | 2  | 2  | 136 | 24  | 3  | 4  | 16  | 1  | 31  | 0 | 2  | 79  | 9  | .274 | .329 | .345 | .675 |
| 2008      | 歐力士         | 88  | 305  | 275  | 29  | 71  | 16  | 3  | 3  | 102 | 26  | 1  | 2  | 16  | 1  | 12  | 0 | 1  | 61  | 4  | .258 | .291 | .371 | .662 |
| 2009      | 歐力士         | 107 | 425  | 349  | 55  | 97  | 23  | 1  | 5  | 137 | 25  | 3  | 3  | 34  | 1  | 33  | 1 | 8  | 84  | 6  | .278 | .353 | .393 | .745 |
| 2010      | 歐力士         | 85  | 260  | 216  | 33  | 51  | 9   | 3  | 2  | 72  | 23  | 0  | 0  | 15  | 3  | 25  | 0 | 1  | 52  | 4  | .236 | .314 | .333 | .647 |
| 2011      | 歐力士         | 127 | 501  | 405  | 36  | 99  | 15  | 2  | 1  | 121 | 34  | 3  | 3  | 42  | 1  | 52  | 0 | 1  | 66  | 3  | .244 | .331 | .299 | .630 |
| 2012      | 歐力士         | 110 | 432  | 352  | 39  | 79  | 12  | 1  | 6  | 111 | 20  | 6  | 1  | 28  | 3  | 46  | 0 | 3  | 74  | 8  | .224 | .317 | .315 | .632 |
| 2013      | 北海道日本火腿 | 120 | 492  | 402  | 52  | 107 | 16  | 1  | 3  | 134 | 32  | 13 | 3  | 32  | 0  | 50  | 0 | 8  | 86  | 9  | .266 | .359 | .333 | .692 |
| 2014      | 北海道日本火腿 | 132 | 512  | 432  | 44  | 106 | 6   | 3  | 5  | 143 | 47  | 21 | 6  | 26  | 2  | 51  | 0 | 1  | 98  | 11 | .245 | .331 | .325 | .656 |
| 通算：8年 | 通算：8年      | 895 | 3371 | 2825 | 325 | 718 | 125 | 16 | 27 | 956 | 231 | 50 | 22 | 209 | 12 | 300 | 1 | 25 | 600 | 34 | .254 | .333 | .338 | .671 |

- 2014年度球季終了時

### 記録
- 初出場、初先發出場：2007年3月24日、對福岡軟體銀行鷹第1戰（福岡Yahoo! JAPAN巨蛋）、第8棒游撃手
- 初打席、初安打：同上、2局上半斉藤和巳右前方
- 初盜壘：同上、2局上半盜二壘（投手：齊藤和巳、捕手：的場直樹）
- 初打點：2007年3月29日、對北海道日本火腿鬥士第3戰（神戶綜合運動公園棒球場）、8局下半左外野方向的2分適時二壘安打
- 初全壘打：2007年7月6日、對東北樂天金鷹第9戰（宮城球場）、4局上半左外野陽春彈

### 背號
- 10 （2007－2012年）
- 7 （2013－2014年）
- 2 （2015－2019年）

## 外部連結
- 大引啟次在日本職棒（英语）
- 大引啟次在Baseball-Reference.com（小聯盟以及海外聯盟）（英语）
- 大引啟次在The Baseball Cube（英语）
- 大引啟次在The Baseball Cube（英语）